# 1926 في الجزائر
الأحداث من عام  1926 في الجزائر.

## الأحداث
- مارس – تأسيس نجم شمال إفريقيا بفرنسا من طرف العمال الجزائريين المهاجرين.

## المواليد
- 3 أبريل – عبد الحميد مهري – سياسي جزائري يعرف بميوله القومية العربية.
- – محمد الصغير مصطفاي – محافظ بنك الجزائر ()–